# Namik Selmani
Namik Ibrahim Selmani (ur. 18 listopada 1950 w Ninacie koło Sarandy) – albański dziennikarz, nauczyciel i pisarz.

## Życiorys
Ukończył szkołę średnią w 1968 w Elbasanie, a po kilku latach ukończył studia z zakresu języka i literatury albańskiej na Wydziale Historyczno-Filologicznym Uniwersytetu w Tiranie. Od momentu ukończenia studiów pracował jako nauczyciel języka albańskiego w kilku szkołach średnich znajdujących głównie w Obwodzie Berat; aktualnie pracuje w liceum im. Krista Isaka w Beracie.
Od 2003 roku Selmani jest redaktorem naczelnym berackiej gazety E vërteta.

## Wybrane dzieła[1]
- Arkivi i fjalës ISBN 799993-248582
- Rruga e një shkolle
- Vatra e mallit (2000)
- Zërat e brigjeve të mia (2003)
- Dallandyshet e Çamërisë (2004)
- Kroi i këngës çame (2005)
- Abaz Dojaka - Mjeshtër i Kulturës popullore (2006) ISBN 99943-33-82-8
- Fari çam (2006)
- Filizët e fjalës gjimnaziste (2006)
- Trokitje në Dodonë (2006) ISBN 99943-855-6-9
- Dritaret e besimit (2007) ISBN 978-99956-652-3-4
- Kërkoj monumentet (2007) ISBN 978-99956-621-0-3
- Shpirti çam (2007) ISBN 978-99943-967-8-8
- Stiliano Bandilli (2007) ISBN 978-99943-967-9-5